# Scalopinae
Scalopinae — одна з трьох підродин родини кротових. Вони зустрічаються в помірній Північній Америці та частинах Китаю. У Північній Америці вони практично скрізь, за винятком північної Канади та тих районів північно-східної Мексики, де ґрунт занадто піщаний. Морфологічний і палеонтологічний аналіз показує, що обидва племена підродини виникли в Євразії в олігоцені і мігрували в Північну Америку в неогені, а Condylurini пізніше вимерли на всьому їхньому євразійському ареалі. Scalopini також мігрували принаймні в два різні часи з Північної Америки назад до Євразії, причому два китайські види, ймовірно, походять від цього. Крім того, є філогенетичні й морфологічні дані, які підтверджують, що Condylurini не належать до Scalopinae, а займають набагато більш базальне положення у Talpidae.